# Казази, Юп
Юп Казази (алб. Jup Kazazi; 17 августа 1905, Шкодер — 17 сентября 1946, Постриба) — албанский политик, республиканский националист, видный деятель Албанской фашистской партии и движения Балли Комбетар. Занимал двойственную позицию во время Второй мировой войны — был и коллаборационистом, и участником борьбы против итальянской и немецкой оккупации. В 1946 — один из лидеров антикоммунистического Пострибского восстания. После подавления восстания покончил с собой.

## Экономист и политик
Происходил из знатного мусульманского рода. Среди его предков был Хамза Казази — видный деятель борьбы за независимость, лидер антиосманского восстания, известный как первый сфотографированный албанец. Мухаррем Казази, отец Юпа Казази, получил от короля Ахмета Зогу почётное звание за оборону области Шкодер от югославского вторжения.
Окончив среднюю школу в Шкодере, Юп Казази некоторое время учился в медресе. Затем продолжал образования в светской гимназии Белграда. В 1929 по политическим мотивам был выслан из Югославии. Перебрался в Италию, окончил экономический факультет Туринского университета.
Юп Казази вернулся в Албанию дипломированным экономистом. Служил бухгалтером, затем чиновником в министерстве финансов. Свободно владел итальянским, французским, английским и сербохорватским языками.
Политически Юп Казази придерживался крайне правых националистических и антикоммунистических взглядов. Интересовался идеями итальянского фашизма. При этом, несмотря на связи семейства с монархией Зогу, был убеждённым республиканцем.

## От коллаборационизма к сопротивлению
В 1939 Албания была оккупирована итальянскими войсками. Позиция Юпа Казази носила двойственный характер. В силу идеологических симпатий он первоначально пошёл на сотрудничество с итальянскими фашистами, первые месяцы оккупации занимал должность префекта Влёры. По рекомендации авторитетного националиста профессора Джевата Корчи, своего гимназического преподавателя, Юп Казази присоединился к Албанской фашистской партии (АФП) и занял пост генерального секретаря.
Однако, как последовательный националист, он негативно отнёсся к иностранному вторжению. Уже в 1939 году он, по воспоминаниям дочери, возглавлял антиитальянские протесты в Шкодере. В 1942, получив отказ в требованиях албанской автономии и помиловании троих подпольщиков, Юп Казази отказался от всех постов в администрации. В 1943 оставил секретарский пост в АФП.
Юп Казази был одним из основателей движение республиканских националистов Балли Комбетар. По поручению Мидхата Фрашери возглавлял организации движения в северных регионах Албании.
Националистическая позиция привела к конфликту с итальянской оккупационной администрацией. В августе 1943 Юп Казази, его брат Зенель Казази (офицер албанской армии) при поддержке Леша Мараши собрали отряд из нескольких сотен человек для вооружённой борьбы с оккупантами. Боестолкновение — «Война Реч» — произошло 30—31 августа в селении Реч (Малесия-э-Мади). Албанские националисты нанесли поражение итальянцам (эти события очень скупо отражались историографией в НРА/НСРА).
После капитуляции Италии Албания была оккупирована немецкими войсками. Юп Казази установил связь с британской военной миссией. Британский офицер Энтони Нил отмечал его роль в противостоянии немецким оккупантам.
Двойственная роль Казази в годы Второй мировой войны вызывает противоположные оценки. Одни авторы характеризуют его как убеждённого фашиста и коллаборациониста, участника репрессий против антифашистов, а столкновение с итальянцами — как подготовку перехода на сторону нацистской Германии. Другие исследователи акцентируют конфликты Казази с оккупационной администрацией, считают его участником национально-освободительной борьбы, а «Войну Реч» — актом антифашистского сопротивления. Те и другие опираются на документальные свидетельства.

## В антикоммунистическом движении
В ноябре 1944 к власти в Албании пришла Коммунистическая партия (КПА) во главе с Энвером Ходжей. Установилась монопольная партийная власть, экономика подвергалась огосударствлению, ликвидировались традиционные общественные структуры, насаждался культ Ходжи. Режим КПА развернул кампанию политических репрессий, особенно на севере страны.
Сопротивление оказывали националисты Балли Комбетар, роялисты Легалитети, кланово-племенные общности. Наиболее активная вооружённая борьба велась на севере. В январе 1945 произошли крупные антикоммунистические выступления — Кельмендское восстание (лидер Прек Цали) и Восстание Коплику (лидер Леш Мараши).
Центр антикоммунистического сопротивления сложился и в общине Постриба (округ Шкодер). Во главе стояли местный племенной авторитет Осман Хаджия и Юп Казази. Пострибское движение состояло из носителей различных идеологий и политических позиций, но в целом выступало под лозунгами национал-демократии и традиционной горской автономии. Поддерживались идейные связи и персональные контакты с оппозиционной Депутатской группой. На встрече Юпа Казази с депутатами Ризой Дани и Фаиком Шеху в июле 1946 обсуждались планы вооружённого выступления, которое может быть поддержано британской и американской военными миссиями.
В ночь на 9 сентября 1946 началось Пострибское восстание. Повстанцы прорвались в Шкодер и завязали бой с Сигурими. Однако они были вооружены только стрелковым и холодным оружием, тогда как правительственные силы применили тяжёлую технику и артиллерию. Повстанцы отступили, Сигурими начала интенсивную зачистку. Особое внимание уделялось розыску Юпа Казази, который держали на личном контроле Энвер Ходжа и Кочи Дзодзе.

## Гибель
Неделю Юп Казази скрывался в труднодоступном горном районе. На его поимку были брошены крупные силы Сигурими под руководством майора Зои Темели. Постриба была блокирована, многие жители подверглись жёстким допросам и пыткам.
Юп Казази находился в подвале дома одного из своих сторонников. Он намеревался выждать время, изменить внешность, переодеться и под видом крестьянина верхом на осле пробраться в Шкодер, где была возможность затеряться и скрыться в подполье.
17 сентября 1946 агенты Сигурими обнаружили местонахождение Казази. Несколько часов он отстреливался, но никаких шансов вырваться из окружения не оставалось. Чтобы не попасть в руки коммунистов, Юп Казази покончил с собой.

## Семья
Юп Казази был женат на Насибе Казази (урождённая Бектеши), с которой познакомился во время учёбы в Италии. В браке имел сына Хамзу и дочь Лири. Все они были отправлены властями на принудительные физические работы.
Четверо братьев Юпа Казази — Зенель, Халит, Хамит, Мухо и Саит — участвовали в антикоммунистическом вооружённом сопротивлении. Халит и Мухо были арестованы и расстреляны. Зенель взят в плен на поле боя, приговорён к смертной казни с заменой на 25 лет заключения. Хамит отбыл 10 лет заключения и выслан из Албании. Саит покончил с собой в обстоятельствах, сходных с Юпом.
Были расстреляны дяди Юпа Казази — Абдулла и Рифат, третий — Расим — погиб под пытками. Двоюродную сестру Нух Казази застрелили без приговора. Двоюродные братья Сабриу, Бектеш и Беджет отбывали длительные тюремные сроки.
Хамза Казази известен как участник албанского демократического движения. Лири Казази — также демократическая активистка и известный врач-педиатр, консультировала детей Энвера Ходжи, Мехмета Шеху, Адиля Чарчани.

## Личность и память
Среди личностных черт Юпа Казази отмечается идейная убеждённость и храбрость. На просьбы жены ради детей не рисковать собой он отвечал, что рискует именно ради них — чтобы они жили в свободной Албании. Оборотной стороной этих качеств Казази были фанатизм и жестокость.
Отношение к Юпу Казази в современной Албании неоднозначно. В СПА и среди её сторонников доминирует негативное отношение к этой фигуре. Албанский Институт изучения преступлений коммунизма, возглавляемый Агроном Туфой, известный историк Уран Бутка, радикальные деятели ДПА, Хамза и Лири Казази активно популяризируют его личность и деятельность.